# SuperVáclav
SuperVáclav byla virální reklama českého internetového registrátora Active24 z roku 2011.
Figurant, vystupující již dříve na internetu pod jménem Karel Mařík (jméno je pravé), byl stylizován jako superhrdina, beroucí spravedlnost do svých rukou.

## Akce
První medializovanou akcí byl útok proti pejskařům, kteří neuklízejí exkrementy po svých mazlíčcích. Na tento nešvar upozornil kontroverzním způsobem – namazal exkrement majiteli psa na záda.
Ve druhé akci SuperVáclav poléval nic netušící kuřáky vodou se sdělením: „Nemá se kouřit na zastávce!“ Videozáznam celé akce ovšem vyvolává pochybnost, zda se skutečně všechny „oběti“ vyskytovaly na zastávce MHD, minimálně v jednom případě tomu tak prakticky jistě nebylo. 
Ve třetí akci se pokoušel zablokovat pražskou magistrálu, aby řidičům naznačil, že by měli omezit cestování autem. Akci ale přerušila Městská policie s tím, že se dopustil přestupku.
Čtvrtá akce, namířená proti mladistvým sprejerům, a těsně po ní následující č. 6, házení petard na opilce, močícího na veřejném prostranství kdesi na Praze 4, měly obě výrazně vylepšenou režii a zejména u č. 6 se jejich opravdovosti dalo při troše dobré vůle věřit. Proběhly nicméně v době, kdy pochybnosti o autenticitě SuperVáclava již zřejmě nemohlo nic zaplašit.

## Pochybnosti o pravosti
Podle serveru iDNES.cz jsou akce SuperVáclava zřejmě pouze reklamní akce jakožto součást virálního marketingu. Této domněnce silně nasvědčuje zjištění, že několik aktérů videí (pejskař, mladý pár na lavičce), a to včetně samotného SuperVáclava (Karel Mařík, viz výše) prokazatelně bylo dřívějšími spolupracovníky marketingových agentur.
Na serveru YouTube se nachází video s názvem „SuperVáclav šokující odhalení“ od autora „CrashCZ“, ve kterém je důležité se zaměřit na rozhovor v 2. minutě, kdy řekne „Já už jsem se k tomu vyjádřil na svém blogu“ a na otázku moderátora, jakou má ten blog adresu, si viditelně jen zkouší vymýšlet, a poté dodá, že za sebou má „nějakou partičku“. Tímto vyjádřením dostávají pochybnosti nový rozměr, protože neznat adresu svého blogu je opravdu velké selhání. Marketingový tým mu ji zřejmě zapomněl vrýt do paměti.

## Kostým
SuperVáclav nosí speciální červenomodrý kostým s modrým pláštěm a bílou helmou. Na helmě má napsáno SuperVáclav zepředu i zezadu a na straně helmy má nainstalovanou kameru, aby si mohl své akce nahrávat a publikovat je na internetu. Jakost této kamery byla další příčinou pochybností o tom, zda je SuperVáclav jen nadšeným amatérem, neboť použití jednoúčelového vybavení v řádové hodnotě desetitisíců Kč tomuto příliš neodpovídá.